# Johan Höglund
Johan Höglund (ur. 24 marca 1996 w Mölndal) – szwedzki hokeista.
Jego brat Robin (ur. 1993) także został hokeistą.

## Kariera
- IF Troja-Ljungby J18 (2012-2014)
- IF Troja-Ljungby J20 (2014-2015)
- Okanagan HC Europe (2015-2016)
- New York Apple Core (2016-2017)
- Halmstad HF (2017)
- HA74 (2017-2018)
- Segeltorps IF (2018-2019)
- Danville Dashers (2019/2020)
- Peoria Rivermen (2019/2020)
- Bodens HF (2020-2022)
- STS Sanok (2022-2023)
- Tyringe SoSS (2023-)

Wychowanek klubu IF Mölndal Hockey w rodzinnym mieście. Karierę rozwijał w juniorskich drużynach IF Troja-Ljungby. Od 2015 przez dwa sezony przebywał w Stanach Zjednoczonych grając w zespołach z rozgrywek USPHL Premier i EHL. Od 2017 przez dwa lata grał w drużynach z rodzimych rozgrywek Hockeyettan. W sezonie 2019/2020 ponownie był w USA, grając w ligach 	FPHL i SPHL. Od 2020 przez dwa sezony był zawodnikiem Bodens HF. W lipcu 2022 ogłoszono jego transfer do STS Sanok w rozgrywkach Polskiej Hokej Ligi (wraz z nim do tego klubu trafił wtedy jego rodak Sebastian Harila, z którym do tego czasu grał w Bodens HF). W sierpniu 2023 przeszedł do Tyringe SoSS.